# Tuomas Haapala
Tuomas Haapala (ur. 20 kwietnia, 1979 w Lahti) – fiński piłkarz grający na pozycji defensywnego pomocnika. Od 2011 roku pozostaje bez klubu.
Haapala zawodową karierę rozpoczynał w FC Lahti (2000–2003). Był zawodnikiem tej drużyny przez trzy sezony, po czym przeniósł do innego klubu - Myllykosken Pallo -47 (2004–2005). W 2004 roku zdobył Puchar Finlandii oraz był kapitanem drużyny w 2005, kiedy zdobyli Mistrzostwo Finlandii. Po świetnym sezonie 2005 był na testach w angielskim Manchesterze City. Dwa tygodnie później menedżer The Citizens Stuart Pearce zdecydował o podpisaniu kontraktu z Finem do końca sezonu 2005/2006. Jednak występował tylko meczach rezerw. Po odejściu z Manchesteru związał się z norweskim klubem Sandefjord Fotball. W 2007 roku przeszedł do HJK Helsinki. W 2010 roku grał w Tampere United.
W reprezentacji Finlandii zadebiutował 12 grudnia 2005 w meczu przeciwko Estonii.